# 沃日多瓦茨

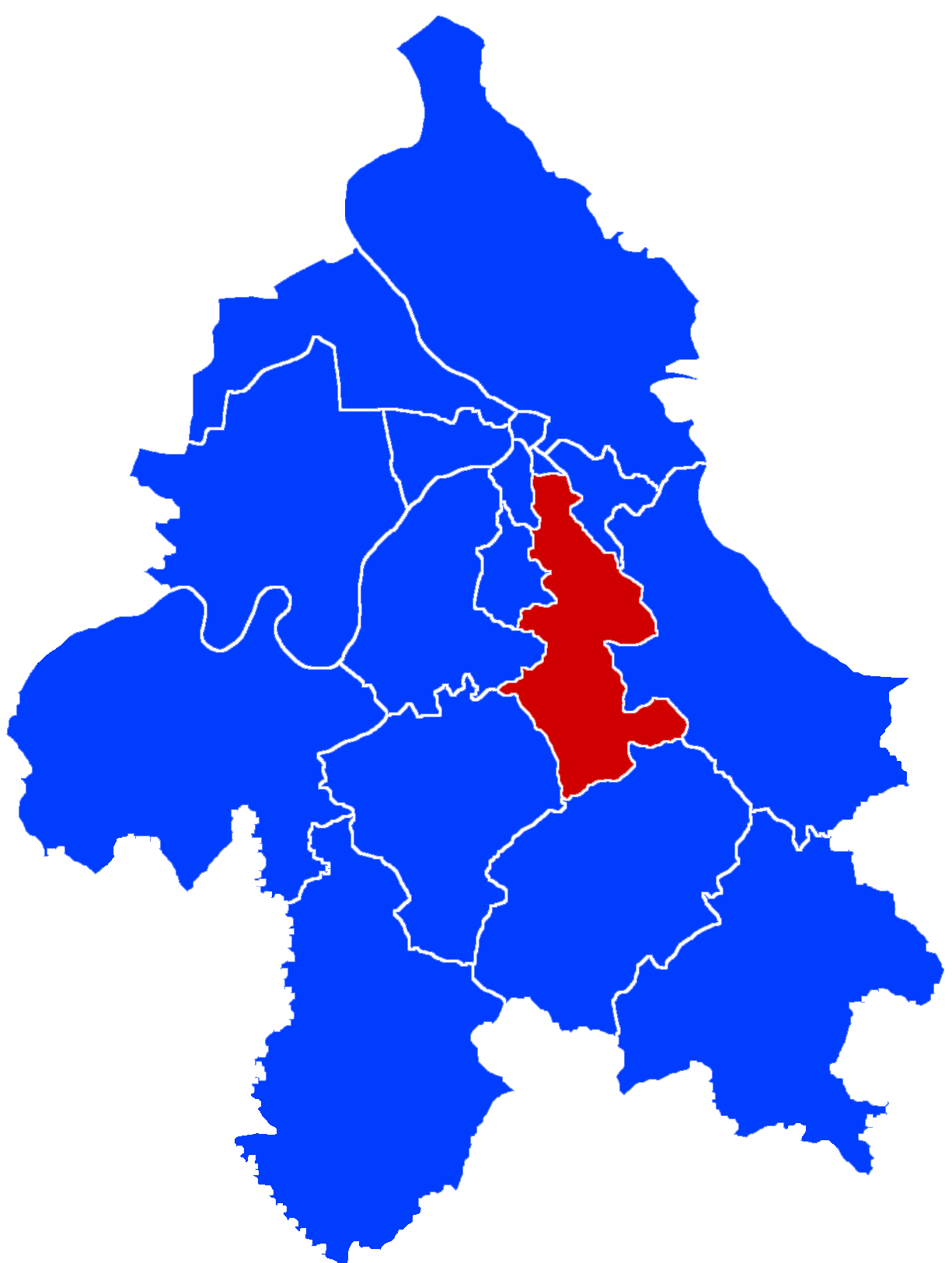

沃日多瓦茨（Вождовац）是塞爾維亞首都貝爾格勒的十七個自治市之一，位於貝爾格勒市區的南部。據2011年人口統計，沃日多瓦茨有人口157,152人。沃日多瓦茨原本主要是住宅區，現在已發展為貝爾格勒工業最發達的地區之一，並且貝爾格勒大學有三個學院也位於沃日多瓦茨。

## 外部連結
- Municipality of Voždovac （页面存档备份，存于）

44°47′N 20°29′E / 44.783°N 20.483°E